# The Complete Radio One Sessions
The Complete Radio One Sessions è un album di raccolta del gruppo extreme metal britannico Napalm Death, pubblicato nel 2000.

## Tracce
1. The Kill/Prison Without Walls/Dead – 0:59
2. Deceiver/Lucid Fairytale/In Extremis – 1:52
3. Blind to the Truth/Negative Approach/Common Enemy – 1:08
4. Obstinate Direction/Life/You Suffer – 1:52
5. Multi-National Corporations/Instinct of Survival/Stigmatised/Parasites – 4:13
6. Moral Crusade/Worlds Apart/M.A.D. – 3:41
7. Divine Death/C.S./Control – 3:23
8. Walls/Raging in Hell/Conform or Die/SOB – 3:20
9. Unchallenged Hate/Murdered Mentally – 4:04
10. From Enslavement to Obliteration/Suffer the Children – 5:45
11. Retreat to Nowhere/Scum – 2:56
12. Deceiver/Social Sterility – 1:45
13. Glimpse into Genocide – 2:57
14. Greed Killing – 2:54
15. My Own Worst Enemy – 3:31
16. Antibody – 2:47

## Formazione
Tracce 1-8 (reg. 1987-1988)
- Lee Dorrian - voce
- Shane Embury - basso
- Bill Steer - chitarra
- Mick Harris - batteria, voce

Tracce 9-12 (reg. 1990)
- Mark "Barney" Greenway - voce
- Shane Embury - basso
- Mitch Harris - chitarra
- Jesse Pintado - chitarra
- Mick Harris - batteria, voce

Tracce 13-16 (reg. 1996)
- Mark "Barney" Greenway - voce
- Shane Embury - basso
- Jesse Pintado - chitarra
- Danny Herrera - batteria